# Лавров, Святослав Сергеевич
Святосла́в Серге́евич Лавро́в (12 марта 1923, Петроград — 18 июня 2004, Санкт-Петербург) — советский и российский учёный в области прикладной математики и вычислительной техники, член-корреспондент АН СССР (1966).

## Биография
В старших классах средней школы занимался в математическом кружке математико-механического факультета ЛГУ и Ленинградского Дворца пионеров. В 1939 году окончил школу и выбрал матмех Ленинградского университета. Два года учёбы в университете до начала Великой Отечественной войны сыграли исключительно большую роль в его дальнейшей судьбе. Он успел получить основы систематического математического образования.
После начала войны, как и все студенты-мужчины, пошёл в ленинградское народное ополчение. Попал в артиллерийский полк, но вскоре получил приглашение поступить на учёбу из созданной за несколько месяцев до этого Ленинградской военной воздушной академии. Срок обучения трижды продлевался, и в результате был выпущен из училища в 1944 году с дипломом военного инженера-механика, в звании старшего техника-лейтенанта. По распределению служил техником звена в истребительном авиационном полку.
В 1947 году был демобилизован из армии и принят на работу на должность начальника группы баллистики в подмосковное КБ в отдел Главного конструктора С. П. Королёва. После смерти С. П. Королёва (1966) уволился из КБ.
С 1966 по 1971 заведует лабораторией систем математического обеспечения ВЦ АН СССР. В том же 1966 г. он избран членом-корреспондентом РАН по специальности «автоматическое управление». В этот период он лично и в соавторстве опубликовал целый ряд получивших впоследствии широкую известность монографий и учебных пособий.
С 1963 г. С. С. Лавров являлся профессором ЛГУ.
В 1971 г. он полностью переходит в ЛГУ, где вскоре (вплоть до 1977 г.) возглавляет кафедру математического обеспечения ЭВМ математико-механического факультета университета.
С 1977 по 1987 год Лавров руководил Институтом теоретической астрономии АН СССР.
С конца 1987 года Святослав Сергеевич, с учётом возраста, сотрудничал с Институтом прикладной астрономии РАН в должности Советника дирекции.
Автор многочисленных работ по механике, автоматическому управлению, программированию и вычислительной математике.
Похоронен на Серафимовском кладбище Санкт-Петербурга.

## Основные научные труды и учебные пособия
С. C. Лавров обнародовал не менее 57 научных трудов и учебных пособий, в том числе:
1. Баллистика управляемых ракет дальнего действия. / Соавторы Р. Ф. Аппазов, В. П. Мишин. — М.: Артиллерийская инженерная академия им. Ф. Э. Дзержинского. — 1956. — 332 с. (публичное издание М.: Наука, 1966. — 308 с.)
2. Универсальный язык программирования (АЛГОЛ-60). — М.: Наука, 1964. — 172 с. (изд. 2-е, переработанное — М.: Наука, 1967. — 196 с.; изд. 3-е, исправленное. Серия «Библиотечка программиста» — М.: Наука, 1972. — 184 с.)
3. Лекции по автоматической обработке данных. Часть I. Организация информационных массивов. / Соавтор Л. И. Гончарова. — М.: Изд. ВЦ АН СССР, 1969. — 174 с.
4. Входной язык и интерпретатор системы программирования на базе языка ЛИСП для машины БЭСМ-6. / Соавтор Г. С. Силагадзе. — М.: Изд. ВЦ АН СССР, 1969. — 122 с.
5. Вычислительные машины и программирование. (Тексты лекций) Часть I. — М.: Изд. МГУ, 1971. — 156 с.
6. Вычислительные машины и программирование. (Тексты лекций) Часть II. / Соавтор О. Н. Кацкова. — М.: Изд. МГУ, 1971. — 133 с.
7. Автоматическая обработка данных. Хранение информации в памяти ЭВМ. Серия «Библиотечка программиста» / Соавтор Л. И. Гончарова. — М.: Наука, 1971. — 160 с.
8. Введение в программирование. — М.: Наука, 1973. — 352 с. (2-е изд. — М.: Наука, 1977. — 368 с.)
9. Автоматическая обработка данных. Язык Лисп и его реализация. Серия «Библиотечка программиста» / Соавтор Г. С. Силагадзе. — М.: Наука, 1978. — 176 с.
10. Основные понятия и конструкции языков программирования. — М.: «Финансы и статистика», 1982. — 80 с. (вероятно также М.: Наука, 1986 — есть ссылка у Сафонова)
11. Лекции по теории программирования: уч. пособие. / Министерство общего образования Российской Федерации. Санкт-Петербургский государственный технический университет. — СПб.: изд-во НЕСТОР, 1999. — 107 с.
12. Программирование. Математические основы, средства, теория. — СПб.: BHV-Санкт-Петербург, 2001. — 317 с.

### Популярные статьи
1. Творчество и алгоритмы. — «Наука и жизнь», № 3, 1985. — 9 с.
2. Воспоминания об Андрее Петровиче Ершове // «Программирование», № 1, 1990. — 2 с.

## Награды и общественное признание
- Орден Красной Звезды,
- Медали «За освобождение Варшавы», «За взятие Берлина» и «За победу над Германией»
- Лауреат Ленинской премии 1957 года.
- Орден Ленина (дважды)
- Орден Трудового Красного Знамени
- Орден Октябрьской Революции
- Премия имени Ф. А. Цандера РАН — высшая научная награда РАН за научные достижения в области космонавтики. Присуждена Президиумом РАН в 1996 г.[3]
- и др.
- Именем учёного названа малая планета (2354 Lavrov), открытая Л. И. и Н. С. Черных 9 августа 1978 года в Крымской астрофизической обсерватории